# Токусэйрэй
Токусэйрэй (яп. 徳政令, «Указ добродетельного правления») — указы сёгуната и императорского двора об отмене долговых обязательств и возвращении прежним владельцам проданных или утраченных из-за неуплаты долгов земель в Японии XIII—XVI веков, в периоды Камакура и Муромати. Издавалось императорским двором, сёгунатом или региональными правителями.

## История
В 1297 году Камакурский сёгунат издал «Декрет благодатного правления», так называемый «Указ добродетельного правления годов Эйнин» (яп. 永仁の徳政令 эйнин но токусэйрэй), с целью спасения безземельных и малоземельных самураев, потерявших свои наделы из-за отдачи их под залог или продажи. Согласно декрету ростовщики и лица, которые приобрели самурайские наделы за последние 20 лет, обязаны вернуть их прежним владельцам даром. Кроме этого, сёгунат отказывался принимать судебные иски связанные с такими наделами. Декрет временно улучшил положение самурайства, но сильно пошатнул доверие состоятельной части населения к правительству, которое с тех пор перестало давать займы самураям. Это привело к очередному общественному кризису, который привёл к падению авторитета сёгуната, а впоследствии его ликвидации в 1333 году.
В период Муромати большинство декретов благодатного правления выдавались по требованию крестьян, которые поднимали восстания против чрезмерных поборов центральной власти, аристократов и буддийских монастырей.